# Чёрный жаворонок
Чёрный жаворонок, или чёрный степной жаворонок (лат. Melanocorypha yeltoniensis), — вид воробьиных птиц из семейства жаворонковых (Alaudidae).

## Описание

### Внешний вид
Длина тела достигает 18—22 см. Масса тела самца составляет от 55 до 76 г, самки немного легче, масса их тела составляет от 51 до 68 г. Клюв крепкий, конический, светло-соломенного или голубоватого (у самцов) цвета с тёмной вершиной, длиной 20—25 мм. Крылья у самцов достигают длины 12,4—14,4 мм, у самок — 11,1—12,7 мм. Размах крыльев 37—43 см, хвост длиной 7,0—7,5 см, с небольшой вырезкой. Ноги тёмно-серые или черноватые. Радужина тёмно-коричневая. В оперении хорошо выражен половой диморфизм. Самцы после осенней линьки преимущественно чёрные с кромкой перьев от беловатого до охристого цвета на голове, спине, боках и надхвостье. Самки сверху тёмно-бурые с бледным буровато-серыми краями снизу — беловатые основание зоба и бока, подкрылья буровато-черные. По мере изнашивания пера к весне самки темнеют, а самцы становятся полностью чёрными. Птицы в гнездовом наряде напоминают самок, но отличаются более широкими светлыми каёмками перьев.

### Голос
Песня напоминает песни полевого и степного жаворонков, состоит из почти непрерывного потока красивых свистов, трелей и журчания. В отличие от песни полевого жаворонка, содержит большое количество журчания и высоких трелей, чем напоминает песню молодых скворцов. Позывки представлены преимущественно высокими двусложными и односложными чириканиями, напоминающие позывки белой трясогузки: «тсирип», «цивли», «псиись», «псит». Часто использует позывку, звучащую как короткое гнусавое мяуканье и напоминающую позывку белокрылого жаворонка.

## Распространение
Область распространения чёрного жаворонка охватывает территорию от нижней Волги до Средней Азии. В Европе вид гнездится только в России. Численность популяции оценивается от 4000 до 7000 гнездящихся пар. Взрослые самцы держатся зимой, как правило, в ареале гнездования. Молодые птицы и совершеннолетние самки мигрируют в юго-западном направлении.

## Питание
Питание чёрного жаворонка летом состоит преимущественно из насекомых, а зимой, напротив, из семян. Весной птицы дополнительно кормятся зелёными частями растений.

## Размножение
Самец поёт очень часто на возвышении. В токовом полёте совершает круги. Вне периода гнездования самцы и самки часто живут в раздельных группах.
Чёрные жаворонки создают моногамную пару на сезон и гнездятся обычно дважды в год. Гнездо строит только самка. Оно располагается вблизи водоёмов скрытно в пучках травы в степи. На нижней Волге кладка яиц происходит с конца марта до середины мая. В Казахстане поздние кладки были найдены ещё в августе. Обычно кладка состоит из 4—5 яиц. Они имеют веретеновидную форму и блестящую, бледно-голубую или оливково-зелёную окраску с пятнами коричневатого или оливкового цвета. Инкубационный период длится от 15 до 16 дней. Высиживает только самка. В кормлении птенцов участвуют обе птицы. Молодые птицы покидают гнездо примерно на 10 день жизни, когда летать они ещё не умеют.